# Draba soratensis
Draba soratensis är en korsblommig växtart som beskrevs av Hugh Algernon Weddell. Draba soratensis ingår i släktet drabor, och familjen korsblommiga växter. Inga underarter finns listade i Catalogue of Life.